# Manfred Bierwisch
Manfred Bierwisch (* 28. Juli 1930 in Halle/Saale; † 31. Juli 2024 in Berlin) war ein deutscher Linguist. 

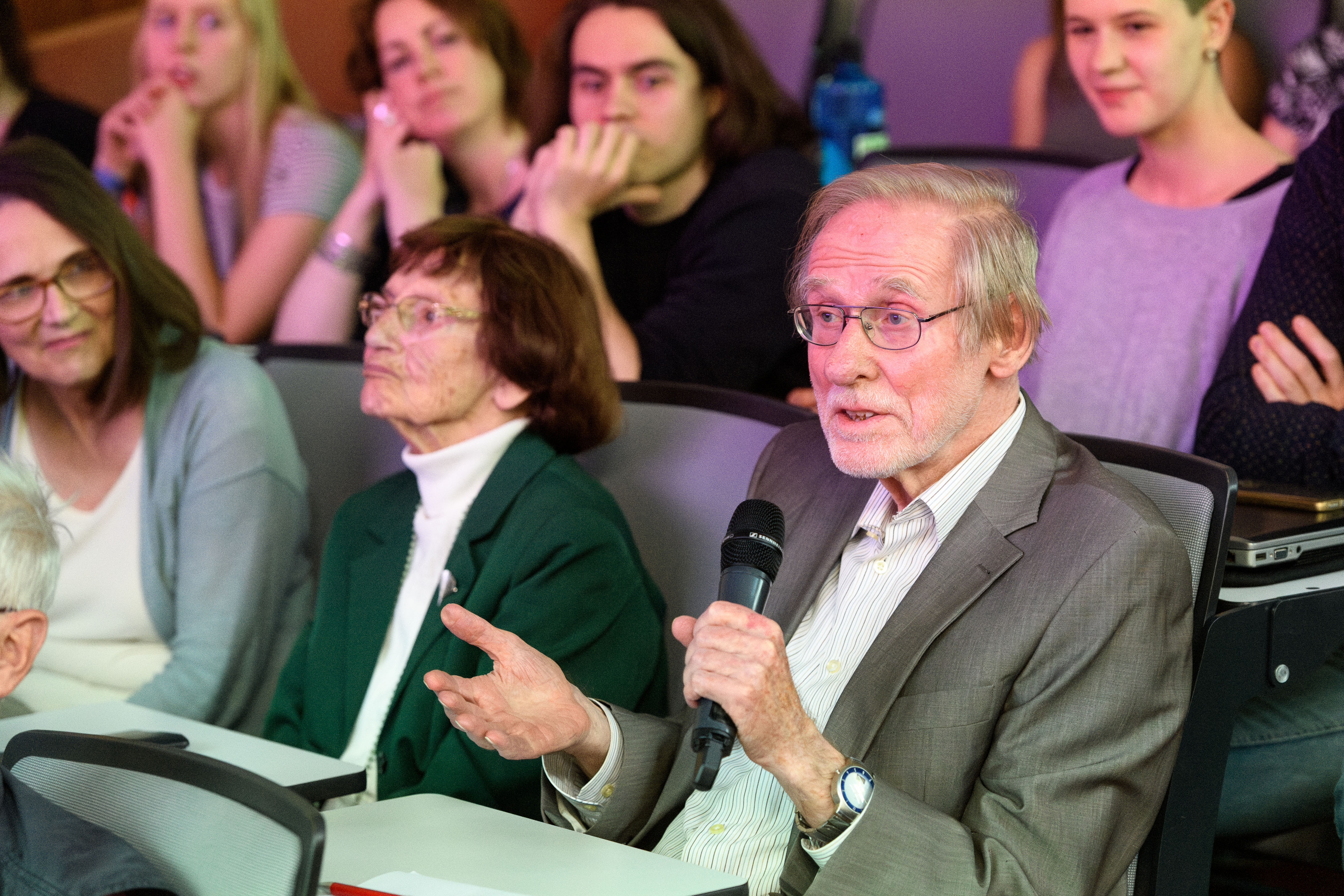
Manfred Bierwisch bei einem Vortrag an der Humboldt-Universität zu Berlin, 2018

## Leben
Bierwisch studierte ab Anfang der 1950er Jahre an der Karl-Marx-Universität Leipzig Germanistik bei Theodor Frings, Ernst Bloch und Hans Mayer. 1952 wurde er wegen des in der DDR unerlaubten Besitzes mehrerer Ausgaben der West-Berliner Zeitschrift Der Monat verhaftet und wegen Boykotthetze zu 18 Monaten Zuchthaus verurteilt, von denen er 10 Monate absaß. Nach der Haft setzte er sein Studium fort. Ab 1956 war er Assistent am Institut für Deutsche Sprache und Literatur an der Deutschen Akademie der Wissenschaften zu Berlin (DAW). 1961 wurde er in Leipzig mit einer transformationsgrammatischen Arbeit zum Deutschen promoviert.
Von 1962 bis zu ihrer zwangsweisen Auflösung 1973 war er Mitarbeiter der von Wolfgang Steinitz geleiteten Arbeitsstelle Strukturelle Grammatik an der DAW (ab 1972 Akademie der Wissenschaften der DDR, AdW) in Berlin. Von 1973 bis 1980 war er Mitarbeiter des Zentralinstituts für Sprachwissenschaft der AdW, danach von 1981 bis 1991 Leiter der dortigen Forschungsgruppe Kognitive Linguistik. 1981 habilitierte er sich, 1985 wurde er zum Professor der Linguistik an der AdW ernannt.
Nach der Wende leitete er von 1992 bis 1998 die Arbeitsgruppe Strukturelle Grammatik (ASG) der Max-Planck-Gesellschaft an der Humboldt-Universität zu Berlin. 1993 wurde er zum ordentlichen Professor für Linguistik an der Humboldt-Universität berufen.
Er lebte mit seiner Frau, der Übersetzungswissenschaftlerin Monika Doherty, in Berlin-Wilmersdorf. Manfred Bierwisch starb am 31. Juli 2024.

## Wirken
Bierwisch leistete Beiträge zur Phonologie, Morphologie, Syntax und Semantik und gilt als einer der wichtigsten deutschen Sprachwissenschaftler.

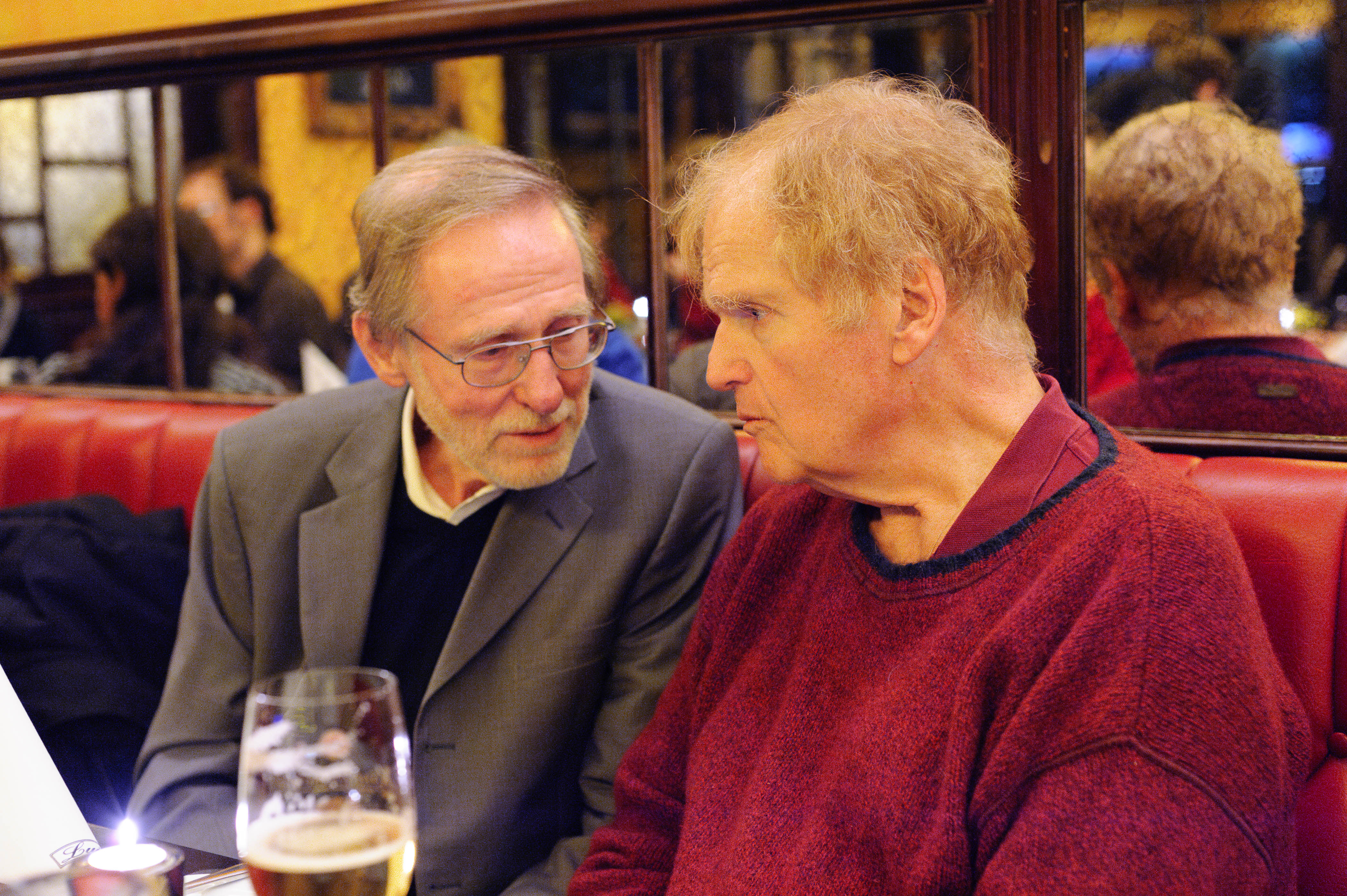
Manfred Bierwisch und Haj Ross, 2011

 In seinem 1963 erschienenen Buch Grammatik des deutschen Verbs, das seine Dissertation fortführte, griff er Ideen aus Noam Chomskys erstem Buch auf und war damit der erste Deutsche, der im Rahmen der Transformationsgrammatik arbeitete, und somit den Entwicklungen in der Sprachwissenschaft in der Bundesrepublik weit voraus. Bierwisch schlug in diesem Buch eine Analyse der deutschen Satzstruktur vor, die der Idee der heute etablierten Analysen weitestgehend entspricht: Als zugrundeliegend wird die so genannte SOV-Stellung angenommen, d. h. das finite Verb befindet sich am Ende des Satzes. Durch Transformationen werden andere Stellungen abgeleitet, so dass das finite Verb in Hauptsätzen an der zweiten Stelle steht und eine beliebige Wortgruppe aus dem gesamten Satz vor dem finiten Verb. Die Analyse erfasst wesentliche Eigenschaften des Deutschen, das als V2-Sprache und als SOV-Sprache gilt. Diese Analyse hat sich auch in anderen, nicht-transformationellen Grammatiktheorien wie der lexikalisch-funktionalen Grammatik und der kopfgesteuerten Phrasenstrukturgrammatik durchgesetzt. Im Jahr 1967 veröffentlichte er eine bedeutende Analyse deutscher Adjektive. So erklärte er etwa den Unterschied zwischen markierten und unmarkierten Adjektiven. Er beriet den Kinderbuchverlag Berlin bei der Herausgabe des Buches Die dampfenden Hälse der Pferde im Turm von Babel. Die Kulturwissenschaftlerin Claudia Schmölders nannte ihn 2003 den „Meister der deutschen Linguistik seit rund 35 Jahren“.
Zusammen mit Uwe Johnson verfasste er eine Neuübertragung des Nibelungenliedes. Johnson ehrte ihn in dem Porträt Fünfundzwanzig Jahre mit Jake, auch Bierwisch genannt.

## Auszeichnungen und Ehrungen
Bierwisch war ab 1979 Ehrenmitglied der Linguistic Society of America. 1985 wurde er zum „Auswärtigen Wissenschaftlichen Mitglied“ der Max-Planck-Gesellschaft am Max-Planck-Institut für Psycholinguistik ernannt. 1990 erhielt er die Ehrendoktorwürde der Universität Jena. Im akademischen Jahr 1991/1992 war er Fellow am Wissenschaftskolleg zu Berlin. 1991 wurde er zum Mitglied der Academia Europaea gewählt. 1992 war er Gründungsmitglied der Berlin-Brandenburgischen Akademie der Wissenschaften (BBAW), deren Vizepräsident er von 1993 bis 1998 war. Ab 1993 gehörte er dem Präsidium des Goethe-Instituts an. 1998 wurde er zum Ehrenmitglied der Sächsischen Akademie der Wissenschaften (SAW) ernannt. Am 26. Oktober 2005 ernannte ihn die Philologische Fakultät der Universität Leipzig zum Ehrendoktor. Am 7. März 2012 verlieh ihm die Deutsche Gesellschaft für Sprachwissenschaft (DGfS) den ersten Wilhelm von Humboldt-Preis für sein Lebenswerk.

## Publikationen (Auswahl)
- Das Nibelungenlied. In Prosa übertragen von Manfred Bierwisch und Uwe Johnson. Reclam, Leipzig 1961 (erst seit der 8. Auflage 1983 durften die beiden Autoren genannt werden)
- Zur Morphologie des deutschen Verbalsystems. Dissertation Universität Leipzig 1961.[14]
- Strukturalismus. Ergebnisse, Methoden, Probleme. In Kursbuch. Nr. 5, 1966 (hrsg. von Hans Magnus Enzensberger).
- Grammatik des deutschen Verbs. Akademie-Verlag, Berlin 1963; 8. Auflage ebenda 1973 (= studia grammatica. Band 2).
- Some semantic universals of German adjectives. In: Foundations of Language. Band 3, 1967, S. 1–36.
- Modern linguistics: its development, methods and problems. Mouton, Den Haag 1971.
- Psychologische Aspekte der Sprache. Zentralinstitut für Sprachwissenschaft, Berlin 1975.
- als Hrsg.: Psychologische Effekte sprachlicher Strukturkomponenten. Akademie-Verlag, Berlin 1979.
- Die Integration autonomer Systeme. Überlegungen zur kognitiven Linguistik. Akademie der Wissenschaften der DDR, Berlin 1981 (Habilitationsschrift).
- Essays in the psychology of language. Zentralinstitut für Sprachwissenschaft, Berlin 1983.
- als Hrsg. mit Ewald Lang: Grammatische und konzeptuelle Aspekte von Dimensionsadjektiven. Akademie-Verlag, Berlin 1987 (= studia grammatica. Band 26/27), ISBN 3-05-000161-5.
- als Hrsg. mit Wolfgang Motsch und Ilse Zimmermann: Syntax, Semantik und Lexikon. Rudolf Růžička zum 65. Geburtstag. Akademie-Verlag, Berlin 1988 (= studia grammatica. Band 29).
- als Hrsg. mit Ewald Lang: Dimensional adjectives: grammatical structure and conceptual interpretation. Springer, Berlin und andere, 1989, ISBN 3-540-50633-0.
- als Hrsg.: Die Rolle der Arbeit in verschiedenen Epochen und Kulturen. Akademie-Verlag, Berlin 2003, ISBN 3-05-003473-4.
- Aspekte der Sprachfähigkeit: Struktur, Biologie, Kultur. Suhrkamp, Frankfurt am Main 2003 (2009), ISBN 3-518-29151-3.